# Empire (album Queensrÿche)
Empire è il quarto album in studio del gruppo musicale statunitense Queensrÿche, pubblicato il 20 agosto 1990 dalla EMI.

## Il disco
Commercialmente fu un successo (l'album vendette oltre 3 milioni di copie, più di tutti gli album precedenti messi insieme), ma la band non perse di vista le problematiche sociali. L'album vinse 3 dischi di platino, grazie anche alla power ballad "Silent Lucidity" che raggiunse la 1ª posizione nella Mainstream Rock Songs e la 9° nella Billboard Hot 100.

## Tracce
1. Best I Can (DeGarmo) – 5:34
2. The Thin Line - (DeGarmo, Tate, Wilton) – 5:42
3. Jet City Woman (DeGarmo, Tate) – 5:22
4. Della Brown (DeGarmo, Rockenfield, Tate) – 7:04
5. Another Rainy Night (Without You) (DeGarmo, Jackson, Tate) – 4:29
6. Empire (Tate, Wilton) – 5:24
7. Resistance (Tate, Wilton) – 4:47
8. Silent Lucidity (DeGarmo) – 5:48
9. Hand on Heart (DeGarmo, Tate, Wilton) – 5:33
10. One and Only (DeGarmo, Wilton) – 5:54
11. Anybody Listening? (DeGarmo, Tate) – 7:41

Tracce bonus
1. Last Time In Paris - (DeGarmo, Tate) - 3:52
2. Scarborough Fair - (Tradizionale) - 3:51
3. Dirty Lil Secret - (DeGarmo, Tate) - 4:07

## Formazione
- Geoff Tate - voce, tastiere
- Chris DeGarmo - chitarra, seconde voci
- Eddie Jackson - basso, seconde voci
- Michael Wilton - chitarra, seconde voci
- Scott Rockenfield - batteria, percussioni

## Classifiche
| Classifica (1990-2021) | Posizione massima |
| ---------------------- | ----------------- |
| Canada                 | 18                |
| Germania               | 22                |
| Grecia                 | 58                |
| Norvegia               | 14                |
| Nuova Zelanda          | 50                |
| Paesi Bassi            | 56                |
| Regno Unito            | 13                |
| Stati Uniti            | 7                 |
| Svezia                 | 26                |
| Svizzera               | 22                |